# Neelagiri
Neelagiri è una suddivisione dell'India, classificata come town panchayat, di 11.046 abitanti, situata nel distretto di Thanjavur, nello stato federato del Tamil Nadu. In base al numero di abitanti la città rientra nella classe IV (da 10.000 a 19.999 persone).

## Geografia fisica
La città è situata a 10° 46' 01 N e 79° 06' 57 E.

## Società

### Evoluzione demografica
Al censimento del 2001 la popolazione di Neelagiri assommava a 11.046 persone, delle quali 5.547 maschi e 5.499 femmine. I bambini di età inferiore o uguale ai sei anni assommavano a 1.082, dei quali 558 maschi e 524 femmine. Infine, coloro che erano in grado di saper almeno leggere e scrivere erano 8.615, dei quali 4.594 maschi e 4.021 femmine.